# Kendra Wecker
Kendra Renee Wecker, née le 16 décembre 1982 à Marysville (Kansas), est une joueuse américaine professionnelle de basket-ball évoluant en ligue d'été dans la Women's National Basketball Association (WNBA), et le reste de la saison en Europe. 
Elle a joué au poste d'ailier pour les Silver Stars de San Antonio, et en 2006-2007 dans la ligue espagnole avec le UB-FC Barcelone.

## Biographie
Wecker évolue au lycée de Marysville dans le Kansas.
Wecker rejoint par la suite les Wildcats de Kansas State où elle est nommée joueuse de l'année de la conférence « Big 12 » en 2005. En 2003, 2004 et 2005, elle fait partie de l'équipe « All-Big 12 First Team ». Elle est également nommée dans la « All-District Second Team » en 2004.
Wecker est draftée au 4e rang par les Silver Stars de San Antonio lors du premier tour de la draft WNBA 2005. Elle se blesse lors de la première rencontre de son année rookie et ne joue plus de la saison.
Le 19 février 2006 lors de l'intersaison WNBA, Wecker se joint à Tony Parker et Steve Kerr pour le Shooting Stars Competition lors du NBA All-Star Game 2006. Elle aide à battre le record de ce concours NBA avec 25,1 secondes. 

## Anecdotes
Wecker a aussi un chien nommé Redick. Elle l'a appelé ainsi en référence au joueur J.J. Redick dont elle est une grande fan.